# Arthur Barnard
Arthur Barnard, dit Art Barnard  (né le 10 mars 1929 à Seattle et mort le 1er mai 2018) est un athlète américain, spécialiste du 110 mètres haies.

## Carrière
Arthur Barnard ne remporte aucun titre universitaire ou national mais parvient à se qualifier pour les Jeux olympiques de 1952 en prenant la troisième place des sélections américaines. À Helsinki, Arthur Barnard se classe troisième de la finale du 110 mètres haies, derrière ses compatriotes Harrison Dillard et  Jack Davis, en égalant le meilleur temps de sa carrière en 14 s 1.

### Palmarès
| Date | Compétition     | Lieu     | Résultat | Temps  |
| ---- | --------------- | -------- | -------- | ------ |
| 1952 | Jeux olympiques | Helsinki | 3e       | 14 s 1 |

### Records
| Épreuve     | Performance | Lieu  | Date |
| ----------- | ----------- | ----- | ---- |
| 110 m haies | 14 s 1      | Tempe | 1951 |